# 응호아현
응호아현(베트남어: Huyện Ứng Hòa / 縣應和)은 베트남 하노이의 행정 구역이다. 홍강 삼각주의 일부이며, 면적은 183.72km2이다.

## 지리
일반적으로 응호아현의 지형은 비교적 평평하다. 다이강은 이 지역의 서쪽 자연경계를 이루며, 저지 평야와 석회암 지형의 교차점이기도 하다. 특히 도이빈과 홍꽝에서는 각 마을마다 카르스트 지형에 위치한 마을이 있다.
응호아현은 농산물 생산 지역으로 대부분 상대적으로 완벽한 관개 시스템을 갖추고 있다. 현을 흐르는 두 개의 강, 즉 다이강과 눼강에서 물을 가져온다. 그러나 최근 몇 년 동안 산업화의 진전으로 이 2개의 강, 특히 눼강으로 직접 배출되었기 때문에 수원이 오염되어 왔다.

## 행정구역
응호아현은 1개의 티쩐(市鎭)과 28개의 싸(社)로 구성되어 있다.

### 티쩐
- 반딘 (Vân Đình /雲亭)

### 싸
- 까오타인 (Cao Thành / 高城)
- 다이끄엉 (Đại Cường / 大強)
- 다이훙 (Đại Hùng / 大雄)
- 도이빈 (Đội Bình /隊平)
- 동로 (Đông Lỗ /東魯)
- 동떤 (Đồng Tân / 同新)
- 동띠엔 (Đồng Tiến /同進)
- 호아선 (Hoa Sơn / 花山)
- 호아럼 (Hòa Lâm /和林)
- 호아남 (Hòa Nam /和南)
- 호아푸 (Hòa Phú /和富)
- 호아싸 (Hòa Xá /和舍)
- 홍꽝 (Hồng Quang /弘光)
- 낌드옹 (Kim Đường / 金堂)
- 리엔밧 (Liên Bạt / 連拔)
- 류호안 (Lưu Hoàng /蒥黃)
- 민덕 (Minh Đức /明德)
- 푸루우 (Phù Lưu /芙蒥)
- 프엉뚜 (Phương Tú /芳秀)
- 꽝푸꺼우 (Quảng Phú Cầu /廣富梂)
- 선꽁 (Sơn Công /山公)
- 타오즈엉반 (Tảo Dương Văn /早陽文)
- 쩜롱 (Trầm Lộng /沈弄)
- 쭝뚜 (Trung Tú /中秀)
- 쯔엉틴 (Trường Thịnh / 長盛)
- 반타이 (Vạn Thái / 萬泰)
- 비엔안 (Viên An / 圓安)
- 비엔노이 (Viên Nội /圓內)